# Portal (Géorgie)
Pour les articles homonymes, voir Portal.
Portal est une ville américaine située dans le comté de Bulloch, en Géorgie. Selon le recensement de 2020, sa population est de 638 habitants.